# Franz K.
Franz K. is een Duitse rockband.

## Bezetting

### Bezetting in 1969
- Stefan Josefus (drums)
- Mick Hannes (gitaar)
- Peter Josefus (basgitaar, zang)

### Bezetting in 2013
- Stefan Josefus (drums)
- Mick Hannes (gitaar)
- Michael 'Momo' Grimm (basgitaar, zang)
- Frank Roßmann (gitaar, zang)
- Vincent Valiton (drums, percussie)

## Carrière
Vooreerst speelde het trio blues en coverde aantrekkelijke blues-rock van onder meer Cream, Jimi Hendrix, Ten Years After en ook jazz/cross-over. In het begin waren er ook optredens, gecombineerd met lokaal polit-cabaret door hun roadie Manfred. Na 1970 traden ze vaker samen op met de lyricus Arnold Leifert. De stijl ging in deze periode steeds meer richting hardrock. In 1972 publiceerden ze hun eerste lp Sensemann en behoorden daarmee tot de pioniers van de Deutschrock. Op deze lp stonden twee nummers met een speelduur van elk 20 minuten. In 1973 volgde dan de minder progressieve tweede lp Rock in Deutsch. Beide platen verkochten echter slecht. In de daarop volgende jaren publiceerde Franz K. meerdere singles. De grote doorbraak kwam pas in 1977 met het album Bock auf Rock. Van 1978 tot 1983 publiceerde de band zes verdere albums, waarna het stiller werd rond de band. Onder producent Peter Orloff ging het muzikaal meer richting het schlagergenre.
In 1997 overleed Peter Josefus aan de gevolgen van longkanker. Medio jaren 2000 had zijn broer Stefan de laatste opname met Peters Nachts sind deine Küsse heiß ter publicatie vrijgegeven en een sampler-cd met popnummers uit de afgelopen jaren samengesteld. Tijdens een optreden in 2004 in het kader van het evenement Rock für Tiere in de uitverkochte Zeche in Bochum speelden Mick Hannes en Stefan Josefus voor de eerste keer sinds lange tijd weer live samen. Franz K. kon zes nummers presenteren. In de herfst van 2008 publiceerde het label SPV een dubbel-cd met de beide lp's Bock auf Rock en Geh zum Teufel. In de zomer van 2009 werd hun album Mehr Respect uitgebracht. De in 2010 verschenen single Die Gute is de enige door Steve Miller geautoriseerde Duitse versie van zijn wereldhit The Joker. Een groot feest werd het Open Air-concert in Witten-Annen in juli 2010.

## Discografie

### Singles
- 2009: Es wird sensationell
- 2010: Du bist die Gute
- 2010: Mädchen und Frauen
- 2010: Wir woll'n Bonn (wieder als Hauptstadt)
- 2011: Meine D-Mark
- 2011: Wir sind vom selben Stoff
- 2011: Einer von uns
- 2012: Auf dem Weg nach Hause
- 2012: Du und Ich
- 2012: Willst du mich heiraten
- 2012: Wen, wenn nicht Dich
- 2012: Für solche Momente
- 2014: Mit Sand in den Schuhen
- 2014: Das Leben ist stärker
- 2015: Ja, für immer
- 2016: ...fühlen sie tief
- 2016: 5 Buchstaben
- 2016: Vielleicht, Vielleicht
- 2017: Schade, wirklich schade

### Albums
- 1972: Sensemann
- 1973: Rock in Deutsch
- 1977: Bock auf Rock
- 1978: Geh zum Teufel
- 1979: Gewalt ist Schitt
- 1980: Trotzdem hart
- 1981: Wilder Tanz
- 1982: Franz K. Live
- 1983: Schöne Aussichten
- 1985: Ewig und 3 Tage lang
- 1986: Lang lebe Rock-Musik
- 1989: Zieh deine schwarzen Schuhe an
- 1990: Adler fliegen einsam
- 1993: Bock auf Rock - Best of (cd)
- 2000: Bock auf Rock (1977–1983) (cd)
- 2008: Bock auf Rock / Geh zum Teufel (cd)
- 2009: Mehr Respekt (cd)
- 2010: Purer Stoff (cd)
- 2012: Unsterblich (cd)
- 2013: So einfach (cd)
- 2014: Heute (cd)
- 2015: Spiel-Zeit (cd)
- 2017: Vor und zurück (cd)